# Ribeirão Quebra Perna
Ribeirão Quebra Perna är ett vattendrag i Brasilien.   Det ligger i delstaten Paraná, i den södra delen av landet, 1 000 km söder om huvudstaden Brasília.
I omgivningarna runt Ribeirão Quebra Perna växer i huvudsak städsegrön lövskog. Runt Ribeirão Quebra Perna är det glesbefolkat, med 8 invånare per kvadratkilometer.